# Luzon

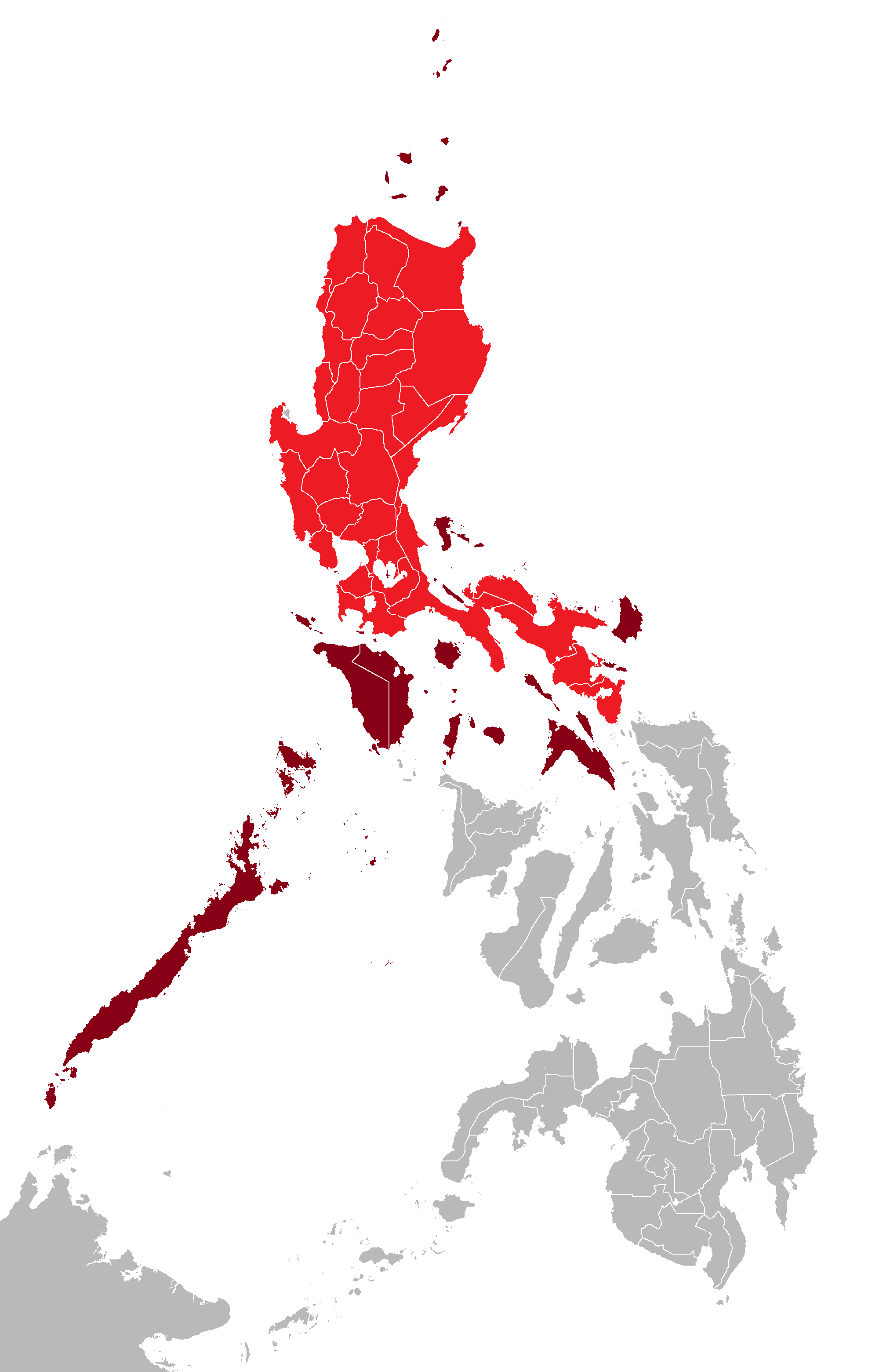
Insula Luzon în roşu, iar insulele din grupul Luzon în maro

Luzon (/luːˈzɑːn/; în tagalog Kalusunan) este cea mai mare și mai populată insulă din Filipine. Este localizată în regiunea cea mai nordică a arhipelagului, iar denumirea reprezintă și una dintre cele trei grupe principale de insule din stat, celelalte două fiind Visayas și Mindanao. Pe insulă se află capitala Manila și cel mai populat oraș din Filipine, Quezon City. Este a patra cea mai populată insulă din lume și a cincisprezecea ca mărime.